# Prionosoma allegrettii
Prionosoma allegrettii är en mångfotingart som beskrevs av Manfredi. Prionosoma allegrettii ingår i släktet Prionosoma och familjen knöldubbelfotingar. Inga underarter finns listade i Catalogue of Life.